# Diocèse de San-Pédro en Côte d'Ivoire
 (mars 2019).
Le Diocèse de San-Pédro en Côte d'Ivoire (latin : Sancti Petri in Litore Eburneo) est un diocèse catholique de Côte d'Ivoire, érigé le 23 octobre 1989 et appartenant à la province ecclésiastique de Gagnoa. Le siège de l'évêque est la Cathédrale Saint-Pierre de San-Pédro.

## Historique
Avec la réalisation du projet d’autorité pour l'aménagement  de la région du Sud-Ouest (ARSO), San Pedro , qui était une petite ville, explose en activités et en nombre d'habitants. Pour répondre au besoin spirituel des populations qui y affluent, Jean-Marie Étrillard, évêque de Gagnoa de 1956 à 1971, dont dépendait cette région, décide de la création de la paroisse Saint Pierre à San Pedro. En 1969, le premier curé, père Jacques Gillaume, s’installe au quartier Cité et y bâtit une église. En 1975, le père André Roux débute la construction d’une chapelle en dur à Séwéké. En 1986, deux sœurs de la communauté des filles de Marie de Saint Marcellin viennent travailler à San Pedro dans la catéchèse et dans l’animation des enfants (CV-AV). Elles quitteront San Pedro avant la création du diocèse.
Le diocèse de San Pedro a été érigé le 23 octobre 1989 par le pape Jean-Paul II, à la suite d'un découpage du diocèse de Gagnoa. Barthélémy Djabla en est le premier évêque. D'abord suffragant de l'archidiocèse d'Abidjan, il devient suffragant de l'archidiocèse de Gagnoa en 1994, année de l'élévation de ce diocèse au rang d'archidiocèse métropolitain.

## Organisation
Le diocèse de San Pedro comprend 37 paroisses regroupées en huit secteurs pastoraux : Port, Cavally, Niémah, Bakoué, Néro, Nawa, Lobo et Davo .